# Коптівщинська сільська рада
Коптівщинська сільська рада — колишня адміністративно-територіальна одиниця та орган місцевого самоврядування в Словечанському і Овруцькому районах Коростенської й Волинської округ, Київської та Житомирської областей Української РСР з адміністративним центром у селі Коптівщина.

## Населені пункти
Сільській раді на час ліквідації були підпорядковані населені пункти:
- с. Гаєвичі
- с. Коптівщина
- с. Кур'яни

## Населення
Кількість населення ради, станом на 1923 рік, становила 1 297 осіб, кількість дворів — 273.

## Історія та адміністративний устрій
Створена 1923 року в складі сіл Коптівщина, Кур'яни, Мишковичі, Павловичі та Сочини Покалівської волості Овруцького повіту Волинської губернії. 7 березня 1923 року увійшла до складу новоствореного Словечанського району Коростенської округи. 25 січня 1926 року передана до складу Овруцького району Коростенської округи. Станом на 17 грудня 1926 року на обліку значаться хутори Тарасовичі та Ханів. Станом на 1 жовтня 1941 року х. Ханів не перебуває на обліку населених пунктів.
Станом на 1 вересня 1946 року сільська рада входила до складу Овруцького району Житомирської області, на обліку в раді перебували села Кар'яни, Коптівщина, Мишковичі та Павловичі.
2 вересня 1954 року, відповідно до рішення Житомирського облвиконкому № 1087 «Про перечислення населених пунктів в межах районів Житомирської області», до складу ради включено с. Геєвичі (Гаєвичі) Піщаницької сільської ради; села Мишковичі, Павловичі та Сочини передані до складу Піщаницької сільської ради Овруцького району. Станом на 4 грудня 1954 року х. Тарасовичі не перебуває на обліку населених пунктів.
Ліквідована 5 березня 1959 року, відповідно до рішення Житомирського ОВК № 161 «Про ліквідацію та зміну адміністративно-територіального поділу окремих сільських рад області», територію та населені пункти приєднано до складу Покалівської сільської ради Овруцького району Житомирської області.